# Normale ruimte

De gescheiden ruimtes E en F maken deel uit van de eveneens gescheiden ruimtes U en V

In de topologie en verwante deelgebieden van de wiskunde zijn normale ruimten (ook wel T4-ruimten, T5-ruimten en T6-ruimten genoemd) bijzonder aangename types topologische ruimten. Deze voorwaarden zijn voorbeelden van scheidingsaxiomas.

## Definitie
Een topologische ruimte {\displaystyle X} is normaal als {\displaystyle X} aan de volgende twee voorwaarden voldoet:
- {\displaystyle X} heeft de {\displaystyle T_{1}}-eigenschap,
- Gegeven twee disjuncte gesloten deelverzamelingen {\displaystyle E} en {\displaystyle F} van {\displaystyle X}, bestaan er disjuncte open deelverzamelingen {\displaystyle U} en {\displaystyle V} van {\displaystyle X} die respectievelijk {\displaystyle E} en {\displaystyle F} bevatten.

De definitie is equivalent met de volgende uitspraak: 
Gegeven een gesloten deelverzameling {\displaystyle E} van {\displaystyle X} en een open deelverzameling {\displaystyle U} van {\displaystyle X} die {\displaystyle E} bevat, bestaat er een open deelverzameling {\displaystyle V} van {\displaystyle X} die {\displaystyle E} bevat en waarvoor geldt {\displaystyle {\overline {V}}\subseteq U}.

## Voorbeelden
De volgende topologische ruimten zijn voorbeelden van normale ruimtes.
- Metrische ruimten zijn normaal.
- Compacte Hausdorff ruimten zijn normaal.
- De Sorgenfrey-rechte (en) {\displaystyle \mathbb {R} _{\ell }} is normaal, maar het Sorgenfrey-vlak (en) {\displaystyle \mathbb {R} _{\ell }^{2}} is niet normaal. Dit is een voorbeeld van een topologisch product van twee normale ruimten dat zelf niet normaal is. Het Sorgenfrey-vlak is eveneens een voorbeeld van een reguliere ruimte die niet normaal is.
- Een gesloten deelruimte van een normale topologische ruimte is normaal.